# Општина Еордеја
Општина Еордеја (грч. Δήμος Εορδαία) је општина у Грчкој. По подацима из 2011. године број становника у општини је био 42.515.
Седиште општине је град Кајлар. Општина има површину од 708.807 км2. Општина Еордеја је створена 1. јануара 2011. године спајањем четири старе општине Кајлар (Птолемеда), Каракамен (Вермио), Мурик (Мурики), Света Петка (Аја Параскеви) и општинске целине Блаца (Власти).

## Насељена места
- Општинска јединица Блаца: Блаца.
- Општинска јединица Кајлар: Кајлар, Биралци, Бошовци, Галатија, Дурутово, Коман, Конуј, Котлари, Липинци, Палија Амбелија, Птелеонас, Ракита.
- Општинска јединица Каракамен: Комнина, Анатолико, Катраница, Месовуно.
- Општинска јединица Мурик: Емборе, Дебрец, Л’ка, Паљор, Слпово, Радуништа.
- Општинска јединица Света Петка: Трепишта, Војводина, Кариохори, Ранци.

## Становништво
| 2011.  | 2021.  |
| ------ | ------ |
| 45.592 | 42.515 |